# Решёты (Псковская область)
Решеты́ — деревня в Горайской волости Островского района Псковской области России.

## География
Расположена по обоим берегам реки Синяя, в 22 км к югу от города Остров и в 2 км к югу от волостного центра, села Крюки.

## Население
| 2001 | 2002 | 2010 |
| ---- | ---- | ---- |
| 87   | ↗89  | ↘58  |

Численность населения деревни по состоянию на 2000 год составляет 87 жителей.